# Kyllaros (Pferd)
Kyllaros (altgriechisch Κύλλαρος Kýllaros, latinisiert Cyllarus), als Sternbild auch Celeris, ist in der griechischen Mythologie ein Wunderpferd wie Areion.

## Mythologie
Dem Dichter Alkman zufolge wurden die Pferde Kyllaros und Xanthos von Poseidon der Hera geschenkt, die sie laut Stesichoros an die Dioskuren weiterschenkte. Kyllaros ging je nach Quelle entweder an Polydeukes oder an Kastor. Während Kastors Teilnahme am Argonautenzug zeugte Kyllaros die Rosse Aschetos und Kyknos, die später dem Amphiaraos gehörten. Sein Name wurde von Ovid übertragen auf den Kentauren Kyllaros.

## Sternbild
Das Sternbild Füllen (auch Equuleus genannt), das sich zwischen Delphin und Pegasus befindet, soll den Kopf von Celeris darstellen.